# Brentino Belluno
Brentino Belluno (Brentìn e Belùm in veneto) è un comune italiano sparso di 1 372 abitanti (al 31/12/2022) della provincia di Verona in Veneto.
Prende il nome da due delle sue frazioni (Brentino e Belluno Veronese) ma la sede comunale si trova in una terza frazione, Rivalta.
Il comune è il risultato dell'accorpamento, avvenuto nel 1929, dei due comuni di Brentino e Belluno Veronese.

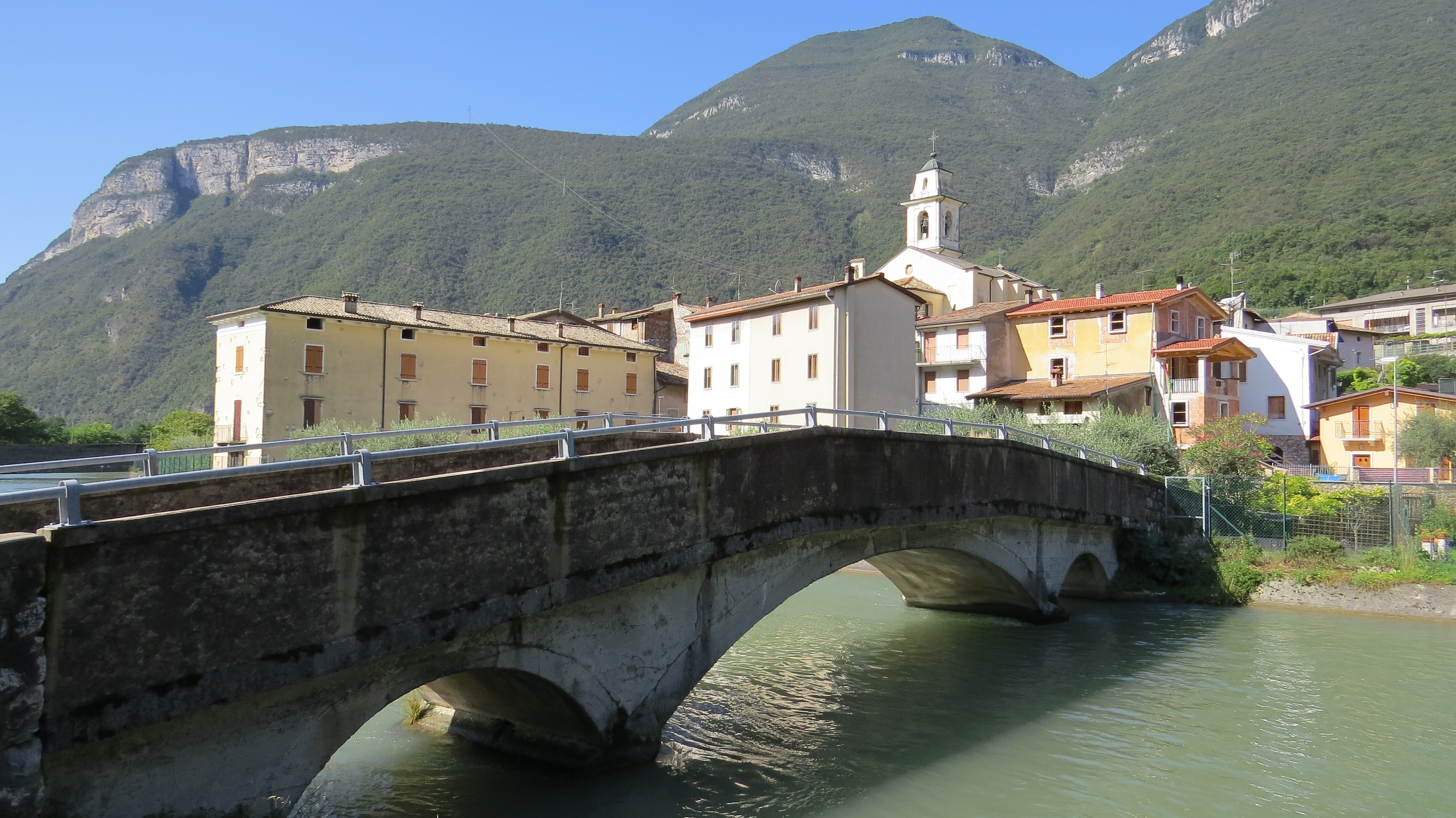
Belluno Veronese

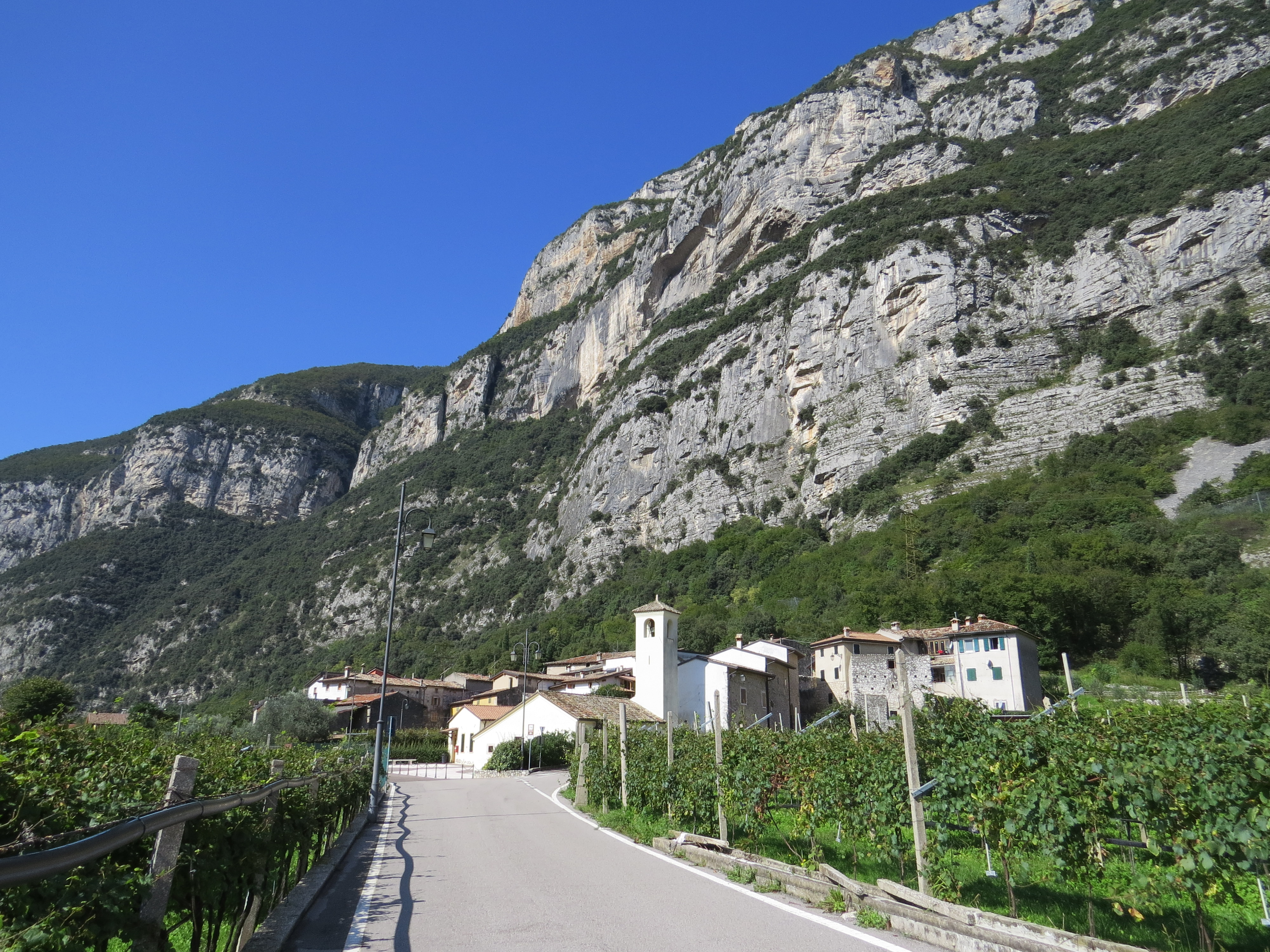
Preabocco

## Geografia fisica
Situato a 37 km a nord-ovest di Verona, comprende oltre a quelle sopra citate anche la frazione di Preabocco, a sud di Brentino. Il comune copre la parte meridionale della Vallagarina, dalla sponda occidentale del fiume Adige fino al Monte Baldo. 
Confina a est con Dolcè, con cui condivide la Vallagarina veronese, a sud con Rivoli Veronese, a ovest con Caprino Veronese e Ferrara di Monte Baldo (da cui è separato tramite il Monte Corna), a nord con il Trentino-Alto Adige (provincia di Trento, comune di Avio).
Copre una superficie di circa 26 km² e si trova ad un'altitudine, in media, di 137 m s.l.m.. Nei pressi della contrada di Pian di Festa, che si trova sul versante del monte Baldo a ovest di Rivalta, l'altitudine raggiunge i 650 m s.l.m.
Il comune è percorso nella sua lunghezza da due strade parallele, una carrabile e l'altra ferroviaria, che discendono dal Trentino verso Verona. L'attraversamento dell'Adige è garantito da un ponte carrabile che collega la frazione di Rivalta al comune di Dolcè. 

## Origini del nome
Il nome può condividere il medesimo etimo dell'omonimo Belluno sul Piave. In particolare osserva G.B. Pellegrini che qualche attestazione antica come Βελοῦνον o Βελουνῶν (Tolomeo III, 1, 26-28), può alludere alla località veronese per quanto la documentazione sia abbastanza confusa. Altra ipotesi etimologica vede, invece, un'origine che parta da una base bel, ″splendente” di origine celtica, forse un antico composto Bel(o)-dunum. 
Quanto a Brentino, invece, viene connesso alle voci germaniche brenta o brento, ″vasca″, oppure a brunn o brunnen, ″fontana″, ″acqua che scorre″, per un terreno a forma di conca o per la presenza di sorgenti o specchi d'acqua. Nelle tavole annesse alla Veronensis Agri Topographia del marchese Jacopo Dionisi (Verona 1758), insieme ad altri toponimi di epoca medievale dedotti da fonti scritte e fonti epigrafiche, compare il nome Bretinum in corrispondenza dell'odierna Brentino.
Curiosamente, anche il nome di Preabocco sembra derivare da un precedente "Petrabucco-Preambuco", che potrebbe indiziare l'antico sbocco (bucco) di acque risorgive.

## Storia

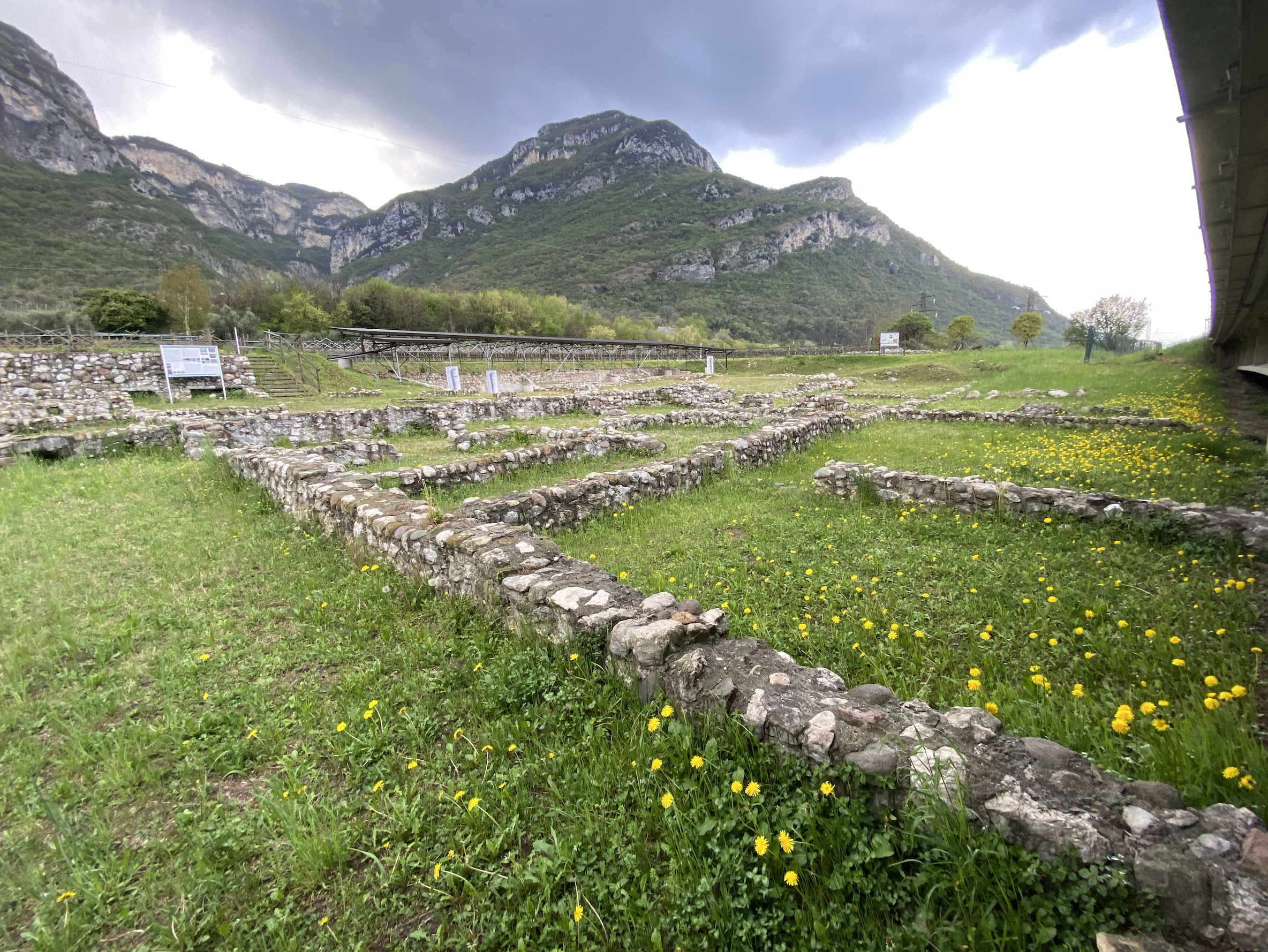
La Mansio Servasa

Il territorio del comune fu abitato sin dalla preistoria e fu particolarmente importante come transito fra la Valpadana e la Germania rispetto all'altra riva dell'Adige. Il motivo è spiegato dal bisogno di saltare la chiusa di Ceraino nei percorsi via terra, anticipando il percorso della romana Via Claudia Augusta. 
Di età preistorica sono alcuni ritrovamenti sparsi tra le frazioni del comune. I più antichi risalgono al Paleolitico Medio, tra cui una grande pietra incisa trovata in una stalla nei pressi di Belluno (CIL, V, 4006). A questi si aggiungono ulteriori rinvenimenti appartenenti a siti plurifase, come quello rinvenuto sul pianoro di Pian di Festa, che comprende una pozza di materiali litici con datazione compresa tra il Paleolitico Tardo (X millennio a.C.) e l'Età del Bronzo (III millennio a.C.).
Per quanto riguarda l'epoca protostorica (III millennio - II sec.a.C. circa), manufatti litici e ceramici risalenti all'età del Bronzo Antico(seconda metà del III millennio a.C.) sono stati ritrovati al di sopra di una rupe a strapiombo sull'Adige nei pressi di Preabocco. Presso il Museo civico di Rovereto, inoltre, è conservato uno spillone in bronzo proveniente da Belluno Veronese e risalente all'Età del Bronzo Recente (XIII sec. a.C.). 

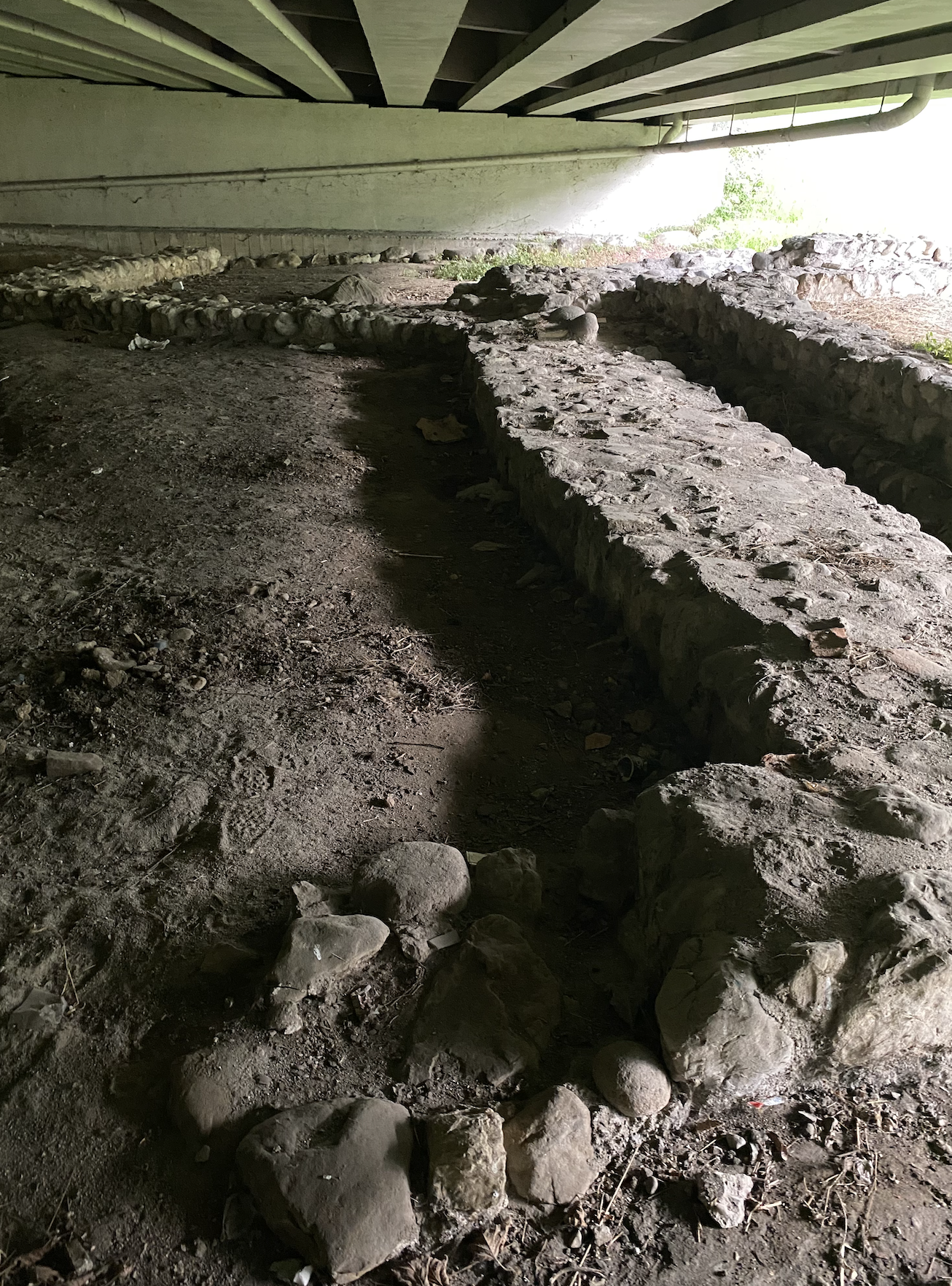
Parte della mansio visibile sotto l'autostrada

In età preromana il territorio fu probabilmente occupato degli Arusnati, una popolazione di ascendenza retica che in età storica abitava prevalentemente la Valpolicella (il Pagus Arusnatium), ma che, tra il VI e il II sec. a.C., occupò presumibilmente anche la Vallagarina. Non ci sono fonti dirette che attestino con certezza la presenza degli Arusnati nel territorio di Brentino-Belluno ma, se si tiene fede all'ipotesi che questo popolo fosse disceso dalla Rezia dopo il VI sec. lungo il corso dell'Adige, dobbiamo presumere che le propaggini del loro stanziamento si estendessero fino a Preabocco o fino all'attuale frazione di Ossenigo (comune di Dolcè), a nord-est di Belluno . Le fonti romane, e primo tra tutti Plinio il Vecchio, ricordano gli Arusnati per la loro produzione vitivinicola di qualità: ancora oggi, la viticoltura è uno dei capisaldi dell'economia di Brentino Belluno e in generale di tutta la Val d'Adige.
La Via Claudia Augusta, costruita a partire dal I sec.d.C. ricalcando probabilmente un tracciato già presente in età protostorica, si sovrappone in molti punti alla nuova autostrada Modena-Brennero e questo creò problemi durante la costruzione della moderna arteria carrabile. Infatti, oltre ai tratti dell'antica strada ancora integri, nel corso dell'ultimo secolo sono venute alla luce vestigia romane e preromane. Nel 1968, durante i lavori autostradali presso Brentino, in località Servasa, si trovarono resti di strutture murarie, nonché reperti in ceramica, bronzo, vetro e osso. Si scoprì, con la collaborazione dell'Università di Lancaster, una mansio, ovvero una locanda/stazione di posta lungo la Claudia Augusta, dove i viaggiatori potevano fermarsi per mangiare, dormire e cambiare i cavalli. La struttura fu intensamente attiva per tre secoli, dal I al III secolo d.C., con un uso ridotto per altri tre secoli; la sua presenza è da collegare a quella di altre piccole strutture abitative e di servizio riportate alla luce negli ultimi decenni in tutta la Vallagarina . Al di sotto della Mansio Servasa, durante gli scavi condotti dall'Università Ca'Foscari di Venezia tra il 2004 e il 2010, furono trovate le tracce di un precedente insediamento preromano, a dimostrazione del fatto che il tracciato della Via Claudia Augusta esistesse già prima dell'epoca romana. I reperti sia romani che preromani provenienti dall'area archeologica della Mansio Servasa sono ora custoditi nei musei di Verona e Rovereto.
Del periodo tardoantico e medioevale ci sono giunte poche tracce archeologiche, ancor meno notizie ci possono fornire le fonti scritte ed epigrafiche. Sappiamo che nel XII secolo il territorio intorno a Brentino fu acquisito dal Comune di Verona insieme ad altri territori limitrofi al lago di Garda.
Con gli Scaligeri prima ed i veneziani dopo, la zona servì da difesa e da controllo sui commerci con una base al castello della Corvara, castello citato anche da Francesco Guicciardini nella sua Storia d'Italia. Le vestigia dell'antico castello della Corvara (risalente al XII-XIII secolo), sono ancora in parte conservate e si trovano a sud di Preabocco, al confine meridionale del comune. Purtroppo versano in pessime condizioni, sono soggette a rapido degrado e sono poco visibili, motivo per cui nel 2016 è stato avviato un progetto condiviso tra i comuni di Brentino Belluno, Dolcè e Rivoli Veronese sovvenzionato dalla Regione Veneto volto al restauro, recupero e musealizzazione delle antiche rovine.

### Simboli
Lo stemma e il gonfalone sono stati concessi con DPR del 28 ottobre 1953.
Il gonfalone è un drappo di azzurro con la fascia di bianco.

## Monumenti e luoghi d'interesse

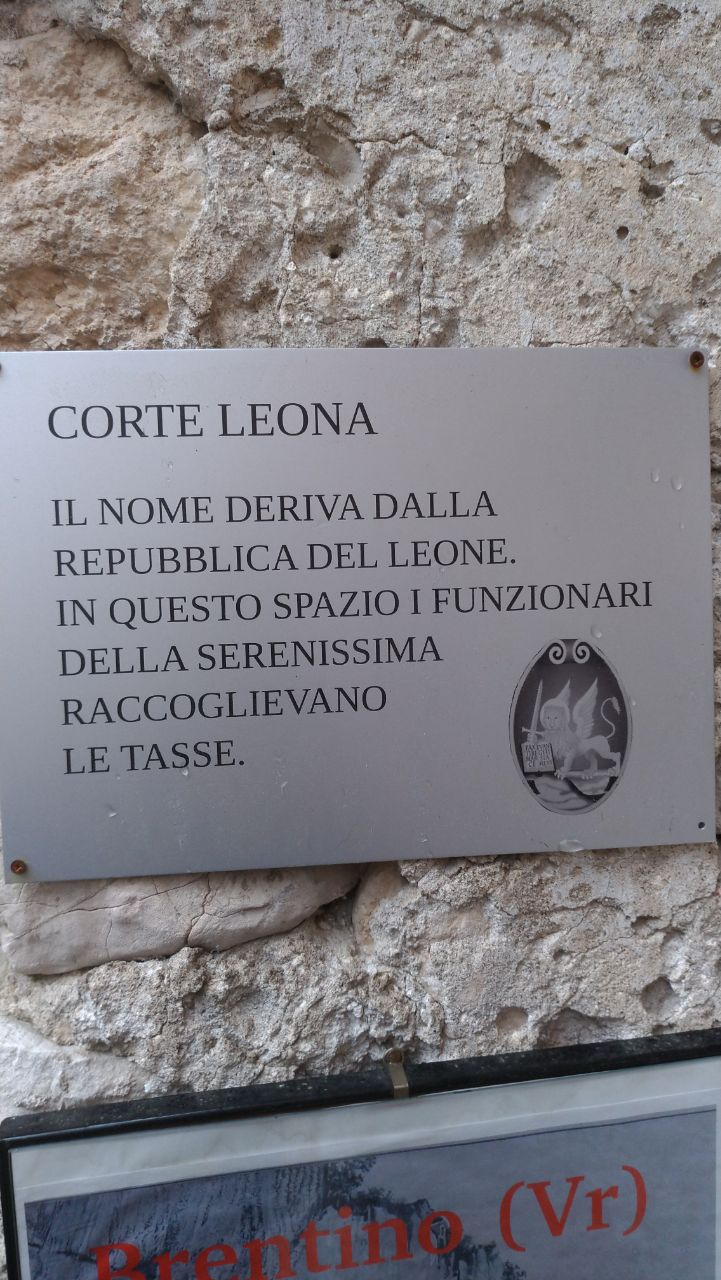
Targa presente sull'edificio "Corte Leona"

Nel paese si possono trovare diversi scorci che richiamano al passato, grazie alle fotografie inserite all’esterno di alcuni edifici, che presentano finestre tipicamente medievali e materiali, come i mattoni, di epoca romana. Inoltre, nella tradizione orale e nei registri parrocchiali, è riportato che nel 1790 circa Napoleone Bonaparte si sia fermato a dormire a Brentino ed è possibile individuare la casa che ospitò il generale mediante una targa. Napoleone si fermò in questi luoghi a causa della posizione strategica di protezione che forniva il paesaggio e la struttura dell’edificio.
È possibile osservare anche la "Corte Leona", luogo in cui, ogni anno, si recava il funzionario della Repubblica di Venezia per esatare le tasse dall’inizio del 1400 al 1497. Le tasse venivano esatate con il “carato estimo” che veniva calcolato sulla località e non sull'individuo. Nell’edificio è ancora visibile, anche se non interamente, un affresco che raffigura il Leone di San Marco. Dal 1497 al 1866 Brentino Belluno è stato sotto il potere austriaco. Dal 1866 i piemontesi insieme a Napoleone III cacciarono gli austriaci, annettendo così il comune al Regno d’Italia.

### Architetture religiose
- Chiesa di San Vigilio di Brentino - XVIII secolo
- Chiesa di Santa Maria delle Grazie di Preabocco - XVII secolo
- Chiesa di San Giovanni Battista di Belluno Veronese - XVIII secolo
- Chiesa di San Giacomo Apostolo di Rivalta - XVII secolo
- Santuario Cristo della Strada, tra le località Preabocco e Tessari, sorto negli anni sessanta
- Scalinata per il santuario della Madonna della Corona. È detto l'"antico sentiero del Pellegrino" con i suoi 1740 gradini ed è percorribile solo a piedi, in parte scavato sul costone del monte Cimo. Ogni anno è percorso da decine di migliaia di pellegrini, in un percorso impegnativo, con un dislivello di 600 metri percorribile in due ore. Si tratta perlopiù di un percorso in salita misto che unisce il centro di Brentino al Santuario; è l'ultimo tratto del percorso dei pellegrini che percorrono lunghe strade a volte anche dalla provincia di Vicenza. Dal paese parte una scala selciata che entra nel bosco e si trasforma in un sentiero con più tornanti. Si entra nel Vajo del Santuario e una scalinata scavata nella roccia con un tornante in una grotta arriva sotto la chiesa, nella parte opposta della valle su un terrazzo panoramico. Si unisce in questo punto al secondo percorso che giunge dal paese di Spiazzi. A questo punto, la valle è attraversata da un ponte seicentesco che prende il nome di "Ponte del Tiglio", da un albero cresciuto di traverso alla valle che permetteva lo scavalcamento del burrone. Superato il ponte si procede per il Santuario per una scalinata interamente scavata nella roccia.

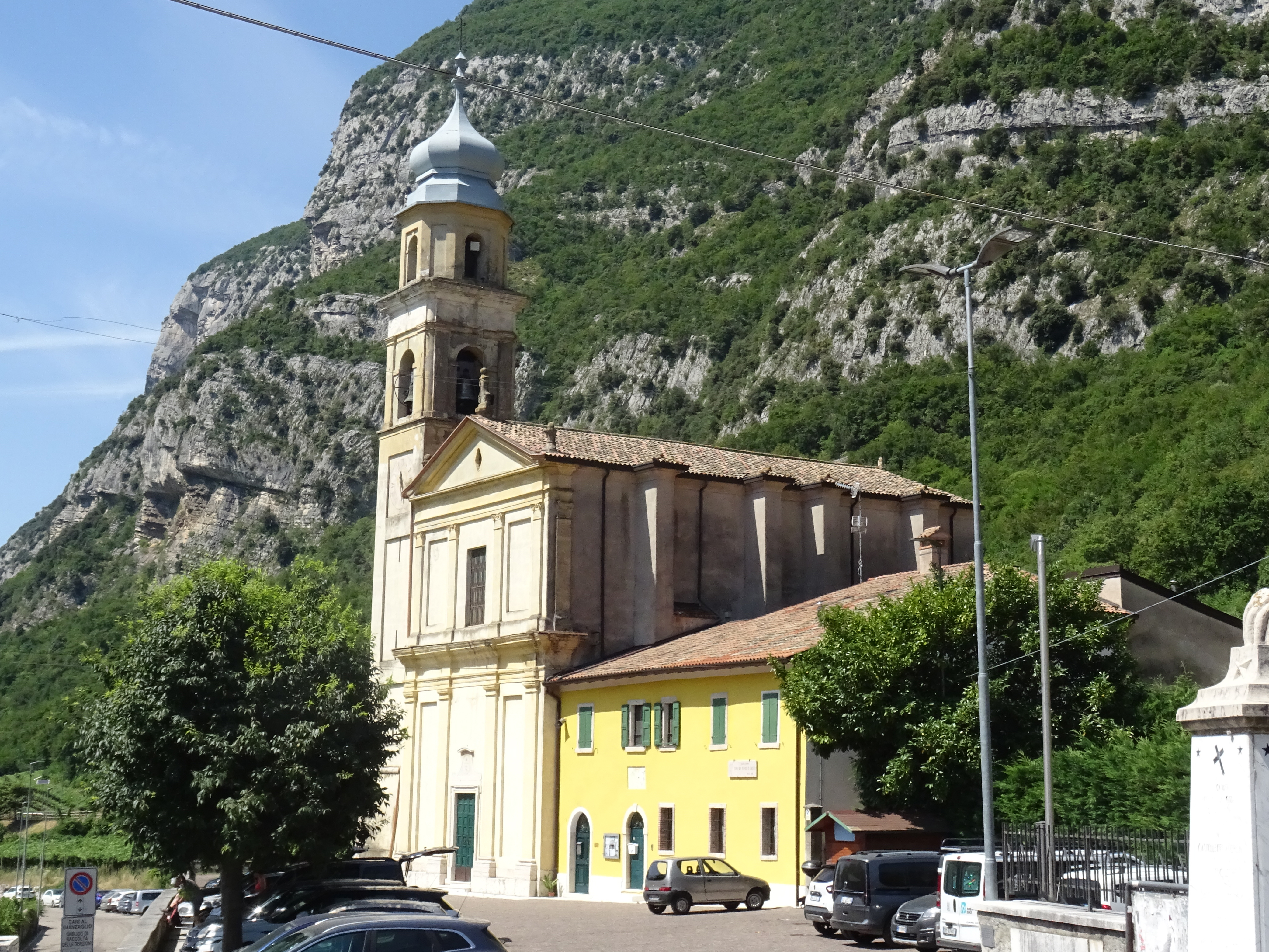
Chiesa di S. Vigilio in Brentino Belluno
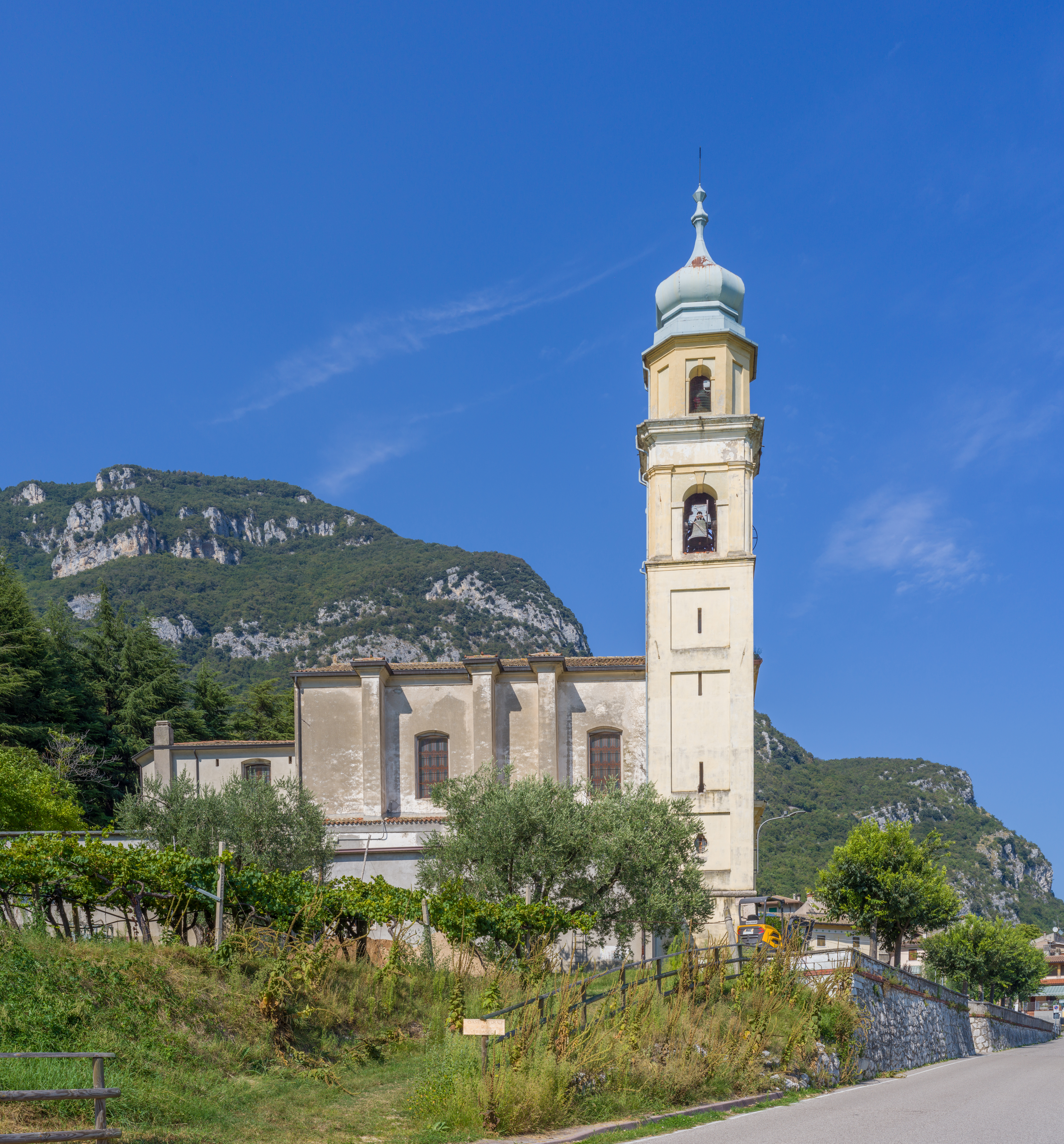
Chiesa S. Vigilio in Brentino Belluno
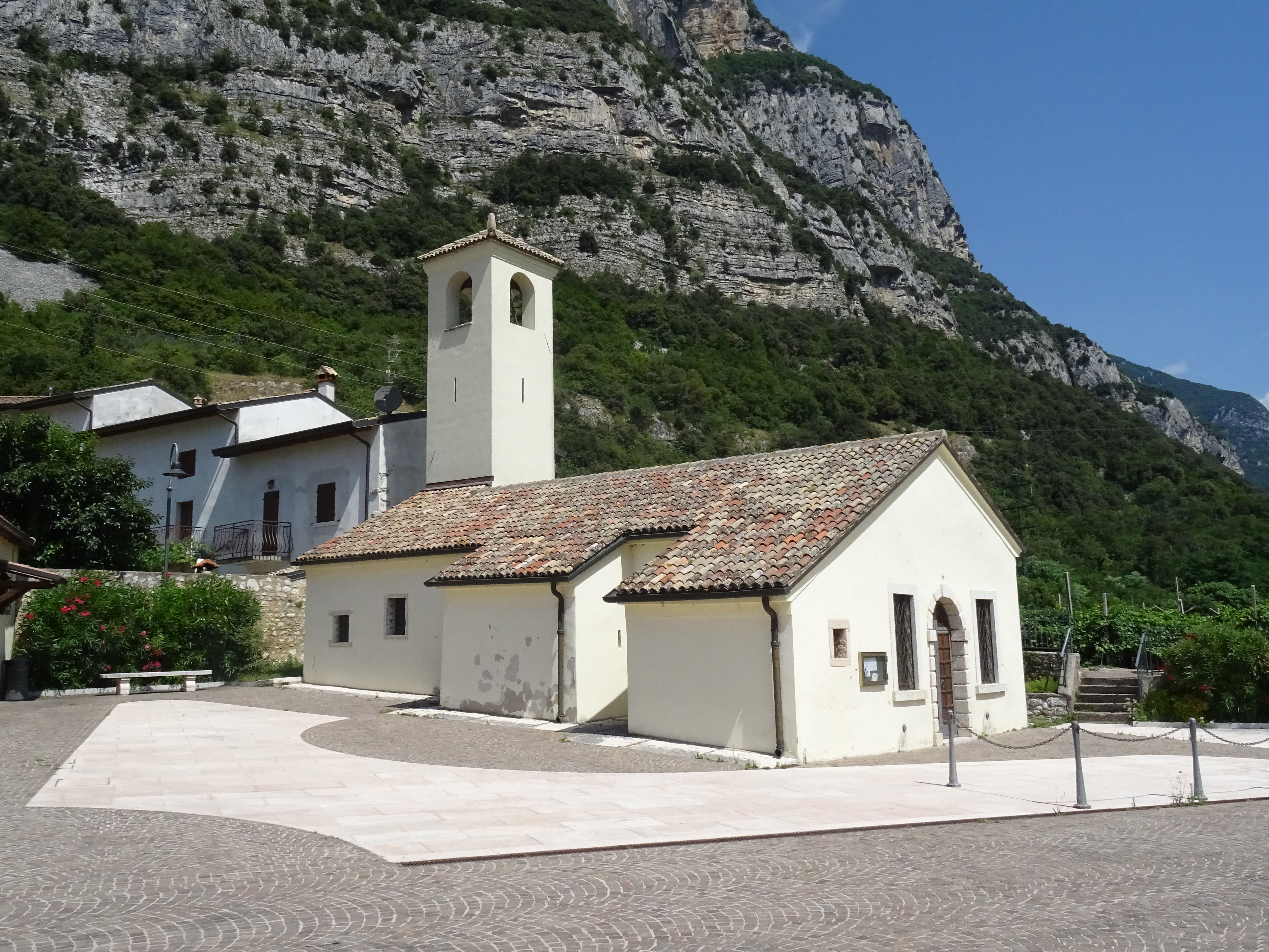
Chiesa di S. Maria delle Grazie in Preabocco
Chiesa di San Giovanni Battista nella frazione Belluno Veronese
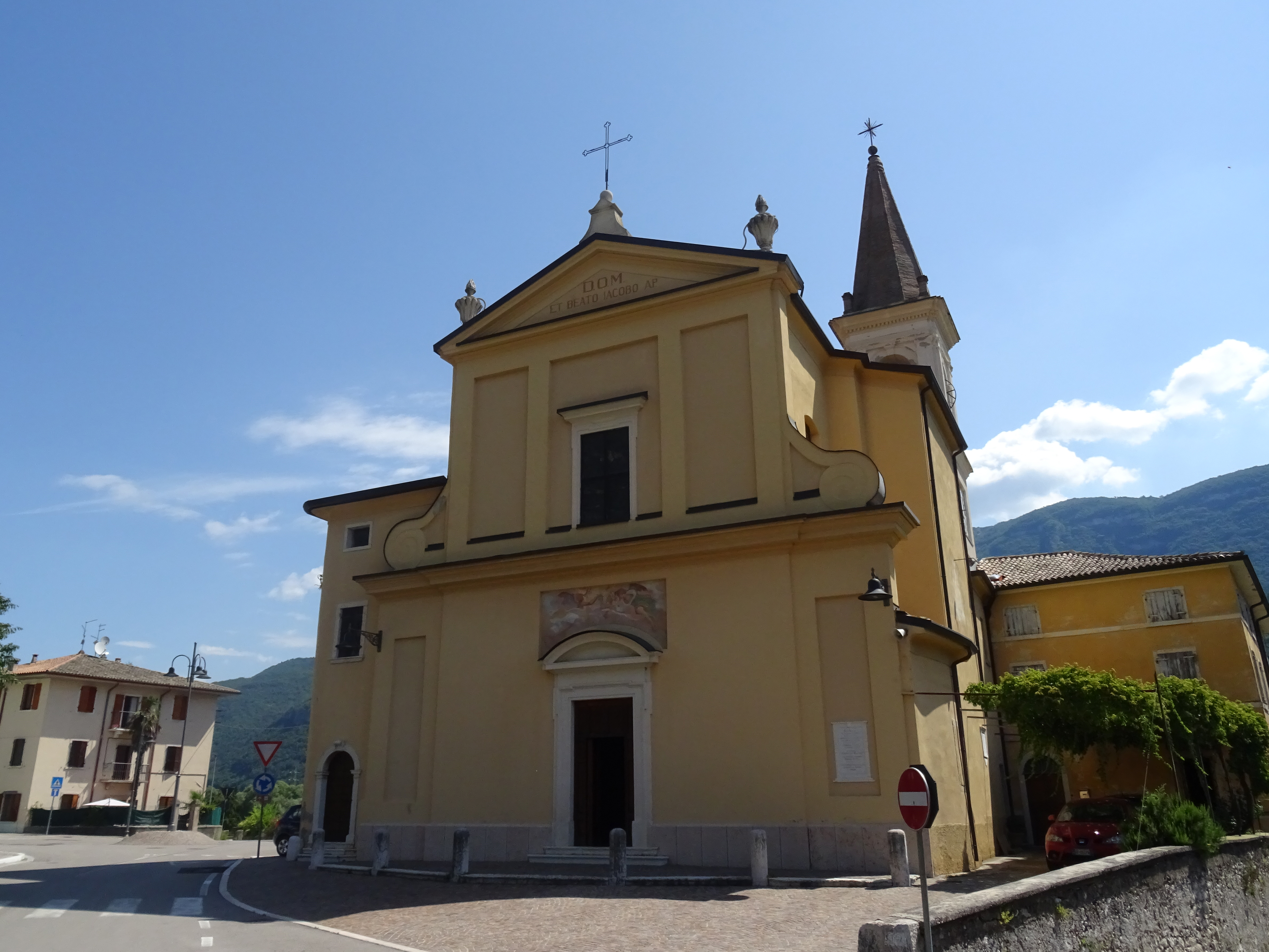
Chiesa di S. Giacomo Apostolo in Rivalta
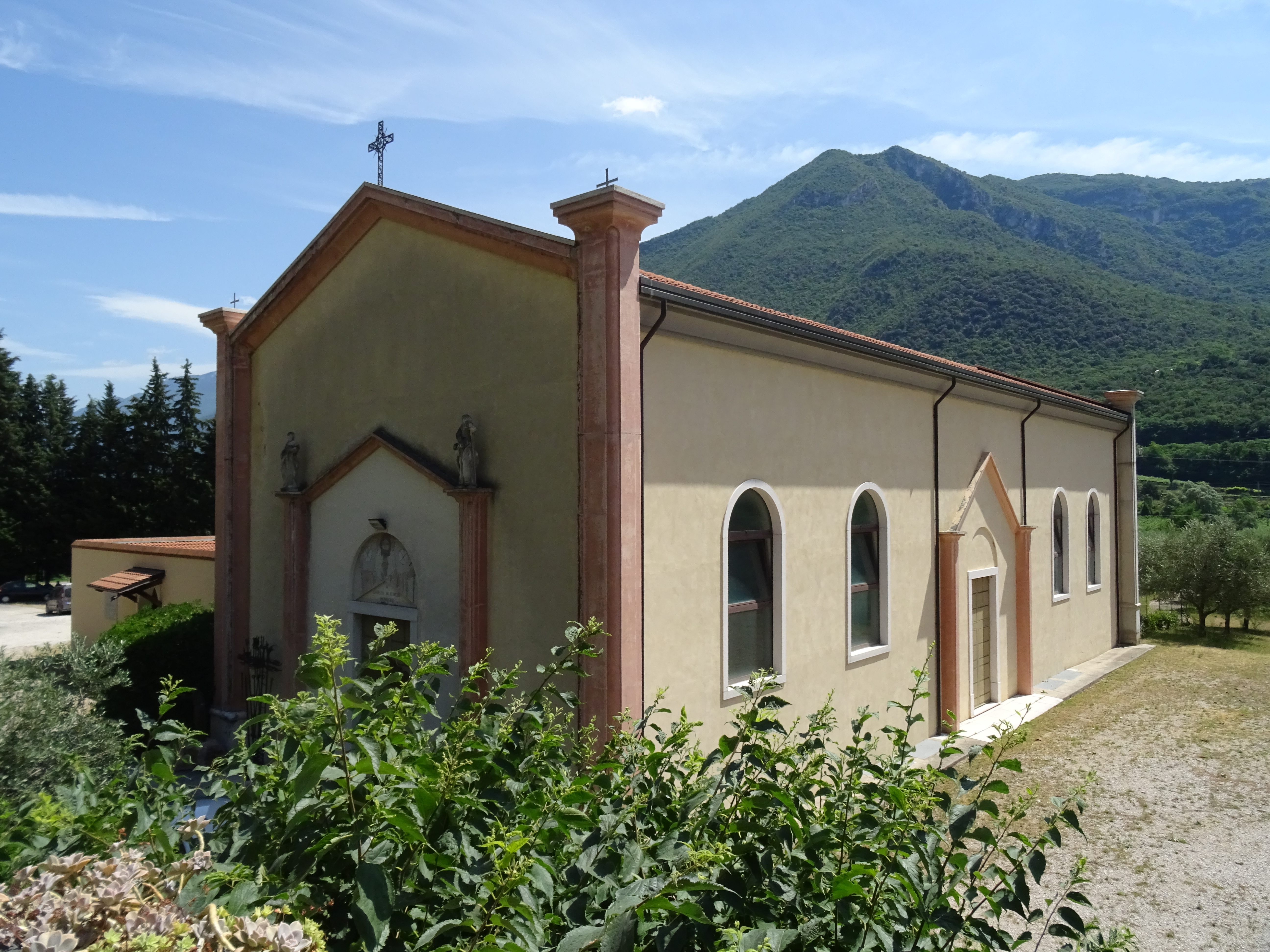
Cristo della Strada

### Architetture civili
I Mulini della valle delle Pissote sono delle strutture di produzione agricola che si collocano a Nord del comune di Brentino Belluno. Durante il loro periodo di attività venivano alimentati dal Rio Bissolo che nel tempo ha scavato la valle nel suo percorso verso l'Adige.

### Aree archeologiche

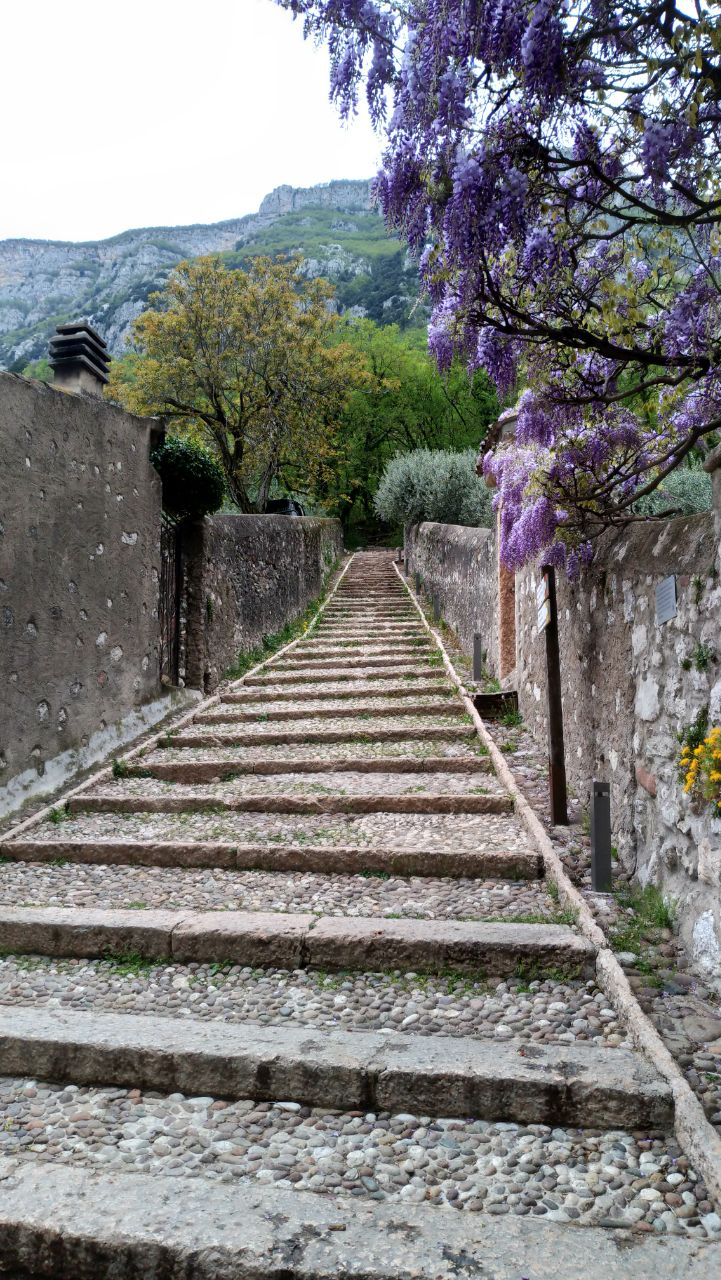
Sentiero che attraversa la cittadina e porta al santuario della Madonna della Corona

- Area archeologica della Mansio Servasa - I-VI sec. d.C., in località Servasa a est di Brentino.

### Eventi
- Corteggiando in Valdadige

Evento nato nel 2015 di carattere Enogastronomico, Sportivo e Culturale che si svolge nel primo fine settimana di luglio a Brentino Belluno con la presenza di una tappa del Palio Nazionale delle Botti delle Città del Vino.
- Sagra di San Giacomo

La sagra è legata alla festa patronale di san Giacomo il Maggiore della parrocchia di Rivalta e si svolge nel settimana del 25 luglio.
- Festa della Candelora

La festa della Madonna della Candelora si celebra il 2 febbraio nella frazione di Preabocco. Consiste di una processione in cui si portano candele alla Madonna, in voto di purificazione dai peccati. Sotto questa festività cristiana, secondo alcuni studiosi di antropologia e di cultura celtica e romana, si celerebbe la traccia di antichi rituali pagani, come i Lupercalia o la celtica Imbolc, che segnavano la fine della parte più dura dell'inverno e accoglievano l'allungarsi delle giornate. La Festa della Candelora -ove celebrata- sarebbe da ricollegarsi alla presenza in antico di comunità fortemente legate all'agricoltura e al ciclo delle stagioni (quali gli Arusnati e i Romani, per esempio, nel caso di Brentino Belluno).
La forte impronta agricola e concreta di questa festa si può intravedere nel detto veronese legato alla Candelora: "Da la Candelora de l'inverno semo fora, ma se gh'è nugolo o seren ancora par quaranta dì ghe nen."
- Sagra di San Giovanni Battista

Fine settimana del 24 giugno a Belluno Veronese.
- Tradizionali corse podistiche

Nel mese di marzo a Belluno Veronese e nel mese di luglio a Rivalta.
- Feste carnevalesche

Il martedì grasso a Brentino e a Belluno, festa in maschera e distribuzione a Belluno dei Bigoli con la Sardela e a Brentino dei Bigoli con il ragù.
Il sabato precedente al martedì grasso, a Rivalta festa in maschera e distribuzione dei Gnocchi al Sugo San Giacomo.

## Cultura

### Biblioteca
Nel 2017 è stata istituita la biblioteca comunale denominata "Biblioteca Valdadige". La biblioteca è situata a Rivalta in via La Val, 1 ed è convenzionata con il vicino Comune di Dolcè.

### Teatro
Nel 2015 è stato inaugurato il Teatro Comunale nel capoluogo intitolato all'ex sindaco e maestro della scuola primaria: "Antonio Festa". Il teatro si colloca al piano interrato della scuola primaria Vallagarina sita a Rivalta in via La Val 1 ed ha un capacità complessiva di 198 posti a sedere.

## Economia

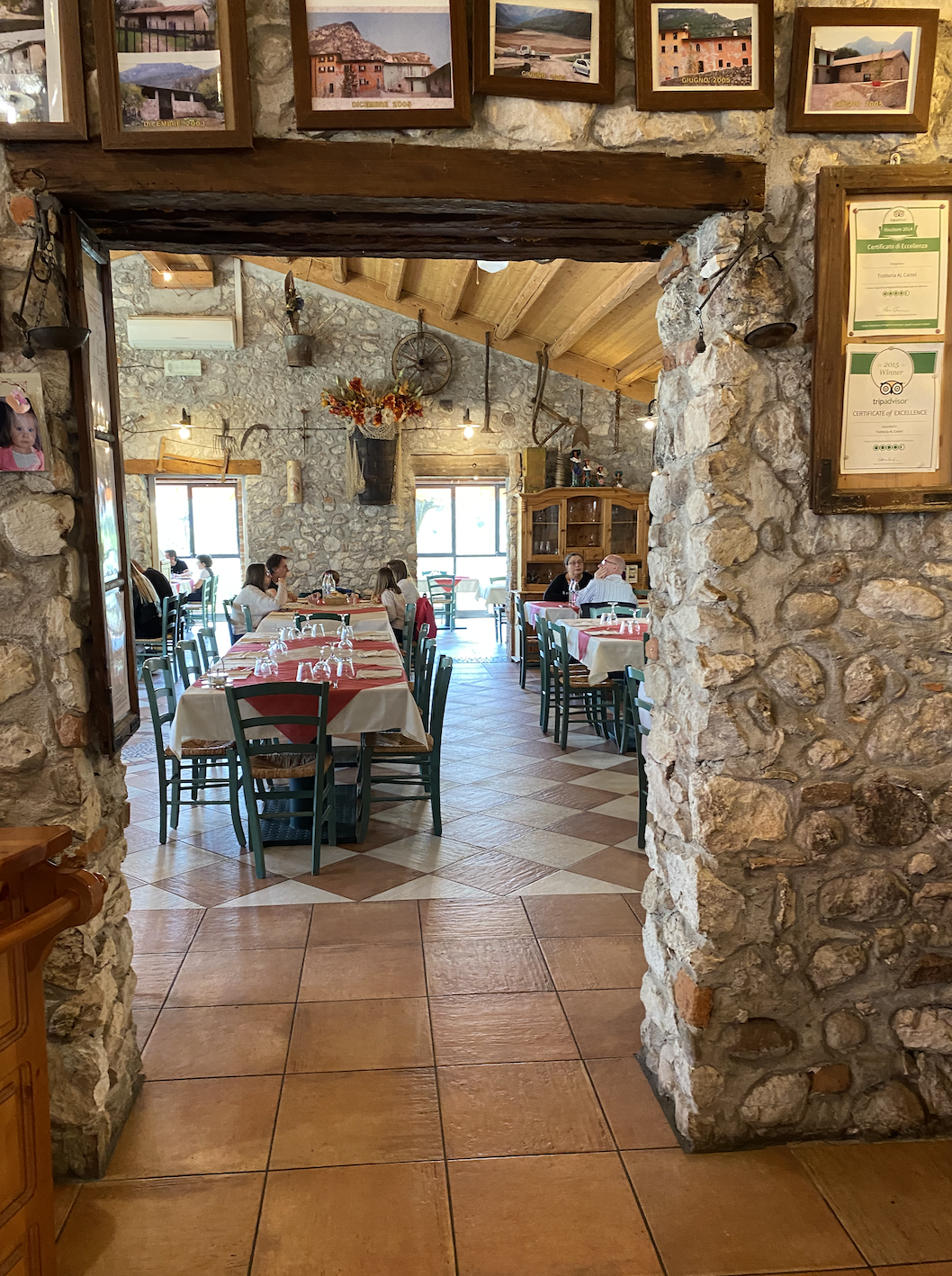
Uno degli agriturismi del comune

### Strade del vino
Il vino e la cultura della vite affondano le radici nel Medioevo. Un'altra grande economia del luogo era la vendita di legname che veniva trasportato lungo l’Adige. Intorno al 1960 vi fu un'importante trasformazione dell'economia della zona: si passò da un'agricoltura di sussistenza ad una specializzata. Nel comune sono presenti in abbondanza vigne e kiwi. Nel produrre il vino locale c'è una preponderanza di Pinot Grigio. Sempre nello stesso periodo si è aperta un'importante zona artigianale ed industriale a Rivalta, collocata lungo il percorso della strada del vino, detta Strada della Terradeiforti, che condivide con i comuni produttori dei vini Valdadige DOC. Le tipologie di vino prodotte sono: Chardonnay, Pinot bianco, Pinot grigio e Schiava. 

### Turismo di pellegrinaggio
Brentino è una meta di passaggio per il pellegrinaggio che porta alla Madonna della Corona. Inizialmente, era presente un percorso molto pericoloso e con una grande pendenza nelle rocce; infatti, molte persone persero la vita cercando di arrivare alla meta. 
Successivamente, nel 1600 circa, i Cavalieri di Malta hanno deciso di abbandonare il sentiero precedente e hanno creato un percorso più agile che si può vedere proprio nel centro della cittadina. Il nuovo percorso è quasi tutto all’ombra per favorire il percorso ai pellegrini anche nelle stagioni più calde.

### Attività sportive e turismo naturalistico
La pesca è molto praticata lungo il tratto dell'Adige; è presente anche una zona in cui si pratica la pesca no kill. Il periodo di apertura va dalla 1ª domenica di febbraio al 31 ottobre ed i pesci diffusi sono la trota marmorata, il temolo, il cavedano, il barbo comune, il luccio e la trota fario.
A Brentino è presente una delle pareti più importanti in Italia per l‘arrampicata sportiva su percorsi a più lunghezze di corda (multipitch-route sport climbing), anche se sono presenti percorsi di una sola lunghezza (single-pitch). Con la parete esposta a sud est vi sono pochi giorni all'anno di pericolo atmosferico. Sulla parete vi sono percorsi protetti con protezioni fisse (spit) e anche con protezioni tradizionali (chiodi, cordini, clessidre).
La caratteristica del Monte Baldo in questo tratto è rappresentata da gole strettissime, dove a volte ci sono corsi d'acqua e cascate. Si pratica un particolare tipo di torrentismo con uso di corde scendendo dal Baldo lungo i vai. Il più importante è il vajo dell'Orsa, che alterna cascate a sentieri a salti praticabili solo con corde. Meno estremo è l'escursionismo fatto ad altezze basse, quasi dalla Valdadige.
Lungo tutto il territorio comunale è presente la ciclopista della valle dell'Adige, attualmente la ciclabile più lunga in Italia.
Inoltre, nel territorio di Brentino, sono presenti associazioni sportive che accompagnano nelle varie attività. 

## Amministrazione
Dalla fusione dei due comuni di Brentino e Belluno, avvenuta nel 1929, si sono susseguiti 9 amministratori. I primi dal 1929 sono il podestà Marco Marchi in carica fino al 1936 ed il podestà Francesco Veronesi dal 1936 al 1946. Dal 1946 tornano ad amministrare il comune i Sindaci democraticamente eletti: dal 1946 al 1951: Ludovico Fugatti, dal 1951 al 1955: Giovanni Perina e dal 1955 al 1975 il maestro Antonio Festa. 
Successivamente al 1975 si alternano a sindaco del Comune Virgilio Asileppi e Luigi Castelletti. In particolare Virgilio Asileppi, eletto due volte con il Popolo della Libertà, ha militato anche per molto tempo tra le file di Alleanza Nazionale.
Dal 2014 è succeduto Alberto Mazzurana con la lista civica "Il Passaggio".
| Inizio      | Fine        | Primo cittadino   | Partito                         | Carica  |
| ----------- | ----------- | ----------------- | ------------------------------- | ------- |
| maggio 1985 | agosto 1990 | Virgilio Asileppi | Democrazia Cristiana            | Sindaco |
| agosto 1990 | aprile 1995 | Luigi Castelletti | Democrazia Cristiana            | Sindaco |
| aprile 1995 | giugno 1999 | Luigi Castelletti | Lista civica                    | Sindaco |
| giugno 1999 | giugno 2004 | Luigi Castelletti | Lista civica                    | Sindaco |
| giugno 2004 | giugno 2009 | Virgilio Asileppi | Lista civica                    | Sindaco |
| giugno 2009 | maggio 2014 | Virgilio Asileppi | Il Popolo della Libertà - Altri | Sindaco |
| maggio 2014 | maggio 2019 | Alberto Mazzurana | Lista civica                    | Sindaco |
| maggio 2019 | in carica   | Alberto Mazzurana | Lista civica                    | Sindaco |
| giugno 2024 | 2029        | Massimo Zanga     | Lista civica                    | Sindaco |

Il comune aderisce all’iniziativa: patto dei sindaci